# Sebastes saxicola
Sebastes saxicola is een straalvinnige vissensoort uit de familie van schorpioenvissen (Sebastidae). De wetenschappelijke naam van de soort is voor het eerst geldig gepubliceerd in 1890 door Gilbert.